# Tour de France
Tour de France (tiếng Pháp) – còn gọi là Grande Boucle hay đơn giản là Le Tour, thường được dịch sang tiếng Việt là Vòng quanh nước Pháp hay Vòng đua nước Pháp – là một trong những giải đua xe đạp nổi tiếng và lâu đời nhất thế giới. Được tổ chức hàng năm từ 1903 (ngoại trừ trong Chiến tranh thế giới thứ nhất và thứ hai), giải đua sẽ được diễn ra trong vòng 23 ngày của tháng 7, vận động viên xe đạp sẽ vượt qua 21 chặng đua xuyên nước Pháp (đôi lúc qua các quốc gia lân cận) với nhiều kiểu địa hình khác nhau với tổng lộ trình là 3.383 km. Ở chặng đua cuối cùng, các tay đua sẽ về đích tại đại lộ Champs-Élysées.
Từ năm 1984 cuộc đua tương tự dành cho nữ là Tour de France nữ (Grande Boucle Féminie Internationale) được tổ chức với chặng đua ngắn hơn.

## Đường đua

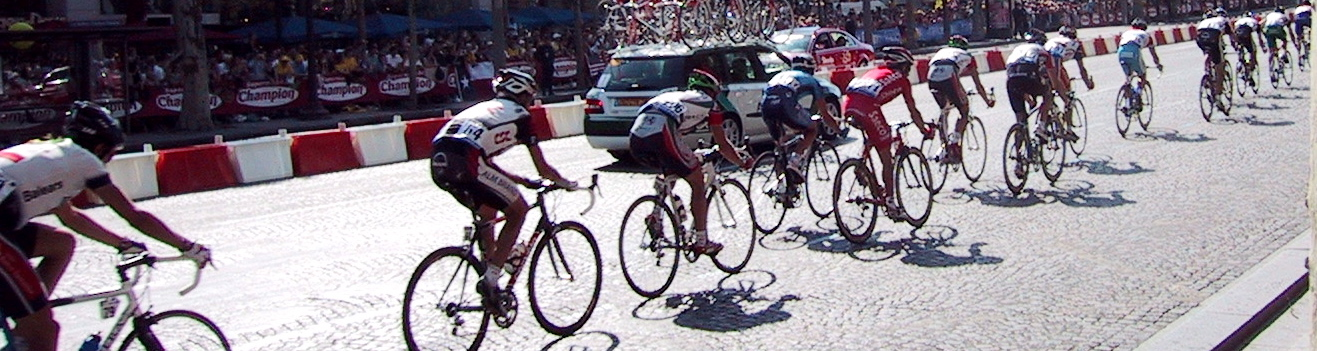
Tour de France 2004 trên đại lộ Champs-Elysées

Tour de France thường được xem như là cuộc đua xe đạp khó khăn nhất thế giới mặc dù thật ra địa hình đường đua không đòi hỏi cao hơn hai cuộc đua xe đạp đường dài khác: Giro d’Italia (Vòng đua nước Ý) và Vuelta a España (Vòng đua Tây Ban Nha). Chính các tay đua là tác nhân khiến cuộc đua trở nên khốc liệt hơn: ở giải đấu này người ta đua nhanh hơn, mạnh mẽ hơn và tính cạnh tranh nhiều hơn tất cả các cuộc đua xe đạp khác.
Từ năm 1967, cuộc đua bắt đầu bằng phần gọi là prologue (khởi đầu): phần đua cá nhân tính giờ (khoảng 5 đến 10 km). Trong 20 chặng đua tiếp theo (sau mỗi chặng thường có 1 đến 2 ngày nghỉ), các tay đua luân phiên chạy nhiều vòng qua các thành phố thuộc nước Pháp theo chiều kim đồng hồ hoặc ngược lại. Sau bê bối về chất kích thích (doping) trong năm 1998, tổng chiều dài được giảm còn khoảng 3.500 km. Đường đua và các địa điểm cho từng chặng thay đổi hằng năm, chỉ có đại lộ Champs Élysées ở Paris, địa điểm kết thúc Tour de France từ năm 1975 là không thay đổi. Một số đèo qua núi cao cũng được đưa vào đường đua hầu như mỗi năm.
Các ngày đầu tiên của Tour de France hầu như lúc nào cũng mang dấu ấn của các chặng đường bằng phẳng ở miền bắc nước Pháp, thích hợp cho các cuộc so tài ở tốc độ cao trước khi kết quả chung cuộc được quyết định trên các chặng ở vùng núi cao Pyrenees và Alpes. Ngoài ra trong Tour de France còn phải đua tính thời gian cá nhân hai lần và từ năm 2000 lại có đua tính thời gian đồng đội.
Ngay từ thời kỳ đầu, đường đua đã vượt biên giới nước Pháp trong vài chặng riêng lẻ. Từ năm 1954 địa điểm xuất phát cũng được tổ chức trong các nước lân cận không theo một quy luật nhất định (cho đến nay là ở Đức, Tây Ban Nha, Ý, các nước thuộc nhóm Benelux - gồm Bỉ, Hà Lan, Luxembourg-, Thụy Sĩ, Anh và Ireland). Kế hoạch tổ chức xuất phát Tour de France từ New York hay từ các phần đất nước Pháp ngoài châu Âu tuy đã có từ lâu nhưng cho đến nay vẫn chưa được thực hiện vì các vấn đề về chi phí quá lớn.

### Các chặng leo núi
Bên cạnh các cuộc đua theo thời gian, kết quả tổng kết của Tour de France năm nào cũng được quyết định ở trên các núi cao. Một số đèo và núi thường rất hay được đưa vào lộ trình của Tour de France và đã trở nên không thể thiếu qua thời gian.
Ba ngọn "núi thánh" của Tour de France là Col du Tourmalet (2.114 m, Pyrénées), đèo cao đầu tiên được đưa ở cuộc thi vào năm 1910, Col du Galibier (2.645 m, Alpes), được đưa vào một năm sau đó và Mont Ventoux (1.909 m, Provence) được đưa lần đầu tiên năm 1951 và đây là nơi đã chứng kiến cái chết thảm khốc của tay đua Tom Simpson vào năm 1967.
Thêm vào đó là cuộc leo núi lên trạm trượt tuyết L'Alpe d'Huez với 21 khúc quanh co lên tới độ cao 1.850 m, lần đầu tiên được chinh phục vào năm 1952, là đích đến trên núi đầu tiên trong lịch sử của Tour de France.

## Các đội tuyển tham dự
Từ năm 1930 đến năm 1961 các đội tuyển quốc gia thi đấu trong Tour de France, bắt đầu từ thời điểm này các đội đua của công ty đã làm thay đổi bộ mặt của Tour de France. Hiện nay mỗi năm khoản 20 đến 22 đội chuyên nghiệp với 9 tay đua mỗi đội được mời tham dự Tour de France. Phần lớn các đội thường đến từ Pháp, Ý và Tây Ban Nha, thêm vào đó là một số đội từ Bỉ, Hà Lan, Đức, Đan Mạch, Thụy Sĩ và Mỹ. Vận động viên đến từ các quốc gia này chiếm phần lớn trong số các tay đua thi đấu. Một vài tay đua chuyên nghiệp riêng lẻ đến từ Trung Âu và Đông Âu, từ Scandinavia cũng như từ Columbia, Úc và Nam Phi.
Tham dự Tour de France nhiều nhất là tay đua người Hà Lan Joop Zoetemelk với 16 lần đều về đích, trong đó có 7 lần đứng trên bục chiến thắng (về nhất năm 1980). Hai người Bỉ tham dự 15 lần là Guy Nulens với kết quả xếp hạng tốt nhất là thứ 22 và Lucien van Impe (về nhất năm 1976). 

## Tổ chức
Tour de France được tờ báo thể thao L'Auto thành lập do muốn tăng số lượng phát hành. Tổng biên tập báo, Henri Desgrange, kiêm chức giám đốc của giải đấu cho đến khi ông qua đời năm 1939. Ở chức vụ này, ông là người đưa ra các quy trình quyết định tổ chức cuộc đua. Để tăng thêm sự kịch tính cho cuộc đua, Desgrande đưa ra chiếc áo vàng năm 1919 và chấm điểm leo núi năm 1933. Năm 1930 ông có sáng kiến thành lập các đội xe quảng cáo mà cho đến ngày nay vẫn chạy trước các tay đua theo các chặng đua và phân phát quà quảng cáo cho người xem. Desgrange đào tạo nhà báo Jacques Goddet làm người kế thừa ông trong cả chức vụ tổng biên tập lẫn giám đốc Tour de France, với kế hoạch ban đầu là nhận chức vụ từ 1936 đến 1986.
Sau khi nước Pháp được giải phóng năm 1944, tờ L'Auto ngừng hoạt động nhưng 2 năm sau đó Goddet thành lập tờ báo thể thao mới L'Equipe, tiếp tục nhận tổ chức Tour de France. Năm 1965, Nhóm nhà xuất bản Amaury mua lại L'Equipe và giám đốc đang nắm quyền là Goddet được bổ nhiệm thêm một giám đốc chịu trách nhiệm về kinh tế ở bên cạnh ông. So với người tiền nhiệm, Goddet rất cởi mở trong việc cho phép đưa cải tiến kỹ thuật vào sử dụng: ví dụ như ngay trong năm đầu tiên làm giám đốc, năm 1937, ông đã cho phép sử dụng xe đạp có bộ số.
Qua một thời gian tạm thời, năm 1989 Jean-Marie Leblanc, như những người tiền nhiệm cũng đến từ giới báo chí, lần đầu tiên nhậm chức giám đốc của Tour de France. Việc tổ chức cuộc đua được giao cho Amaury Sport Organisation (ASO). Chủ tịch tổ chức này, về mặt chính thức, nắm quyền kiểm soát cao nhất về cuộc đua, nhưng quyết định cụ thể vẫn thuộc về Leblanc mà dưới sự lãnh đạo của ông việc thương mại hóa Tour de France đã đạt đến một mức độ chuyên nghiệp mới.

### Tiền thưởng
Ngay từ khi thành lập, Tour de France đã có tiền thưởng cho các tay đua chuyên nghiệp. Người đoạt giải nhất được tặng 20.000 Francs. Từ đó tiền thưởng được liên tục tăng lên. Trong Tour de France 2004 tổng cộng 3 triệu Euro đã được trao tặng trong đó có 400.000 Euro dành cho người đoạt giải chung cuộc. Mặc dù nhìn chung đó là các con số lớn nhưng phần thưởng của Tour vẫn kém xa các tiền thưởng của các giải khác như quần vợt hay golf. Trên thực tế ý nghĩa của tiền thưởng giảm đi theo thời gian vì các tay đua xuất sắc đạt thu nhập phần lớn không từ phần tiền thưởng mà từ các hợp đồng dài hạn với các đội đua xe. Mặc dù vậy, thành tích của một tay đua chuyên nghiệp được đánh giá rất  theo kết quả trong Tour de France, vì thế nên một thành tích trong Tour có ảnh hưởng trực tiếp rất nhiều đến tài chính.

### Các quy định

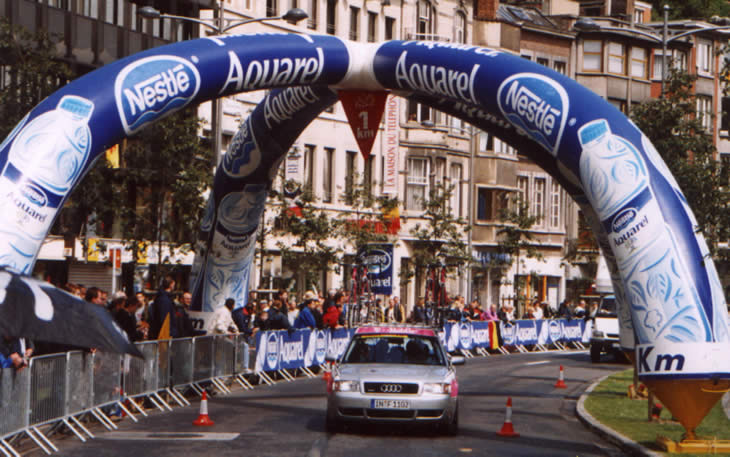
"La flamme rouge" trong Tour de France

Việc đánh dấu các tay đua rất quan trọng nhằm để cho ban tổ chức cuộc đua không bị nhầm lẫn. Vì thế mà mỗi tay đua và xe đạp đều có một bảng số. Cơn ác mộng của tất cả các tay đua chuyên nghiệp chính là khi xe gặp sự cố. Vì thế khi có hư hỏng dọc đường, đồng đội hay ô tô trung lập chở phụ kiện thay thế được phép giúp đỡ. Khi có hư hỏng, chỉ được phép thay thế các bánh xe cho nhau trong cùng một đội. Bao giờ cũng chỉ được phép giúp đỡ đằng sau một nhóm tay đua đang chạy trước hay đằng sau nhóm tay đua chính của cuộc đua và ở lề đường bên phải.
Ngoài ra còn có giúp đỡ y tế: trong trường hợp cần sự giúp đỡ của bác sĩ, tay đua chỉ được phép nhận sự giúp đỡ từ các bác sĩ chính thức của ban tổ chức ở phía cuối của nhóm tay đua chính.
Mỗi chặng đua đều có 1 đến 2 nơi cung cấp lương thực và nước uống được đánh dấu và ngoài ra chỉ được phép sử dụng các gói lương thực và chai nước uống đã được ban tổ chức cho phép tại những nơi này. Các tay đua tự chịu rủi ro nếu nhận lấy lương thực và nước uống từ khán giả.
Việc phạm quy thường hay xảy ra vì không phải lúc nào các tay đua đều tuân thủ quy định. Tuy đã cấm các tay đua để các ô tô hay mô tô kéo đi hay sử dụng chúng để cản gió nhưng việc thường hay xảy ra là trong lúc thợ cơ khí sửa chữa bánh xe tay đua lại được phép giữ chặt vào ô tô. Khi có hư hỏng thường tay đua hay sử dụng ô tô của trưởng đội đua xe để bắt kịp nhóm tay đua chính. Các vi phạm như vậy chưa từng bị xử lý.
Trong giải đấu cũng thường có tay đua bỏ cuộc. Trong trường hợp này tay đua phải giao lại số xuất phát cho ban tổ chức. Bên cạnh các quy định của ban tổ chức còn có nhiều điều mà đội đua nào cũng phải có trách nhiệm tuân theo, ví dụ như các đội đua không được phép dàn xếp với nhau trước. Các tay đua cũng không được phép trả lời phỏng vấn trong khi đua, chỉ có huấn luyện viên đội mới được phép, ngoại trừ trong 20 km cuối cùng.
Không có đội đua xe nào trong Tour de France mà không có huấn luyện viên về thể thao. Những người này cũng phải tuân theo một số quy định nhất định. Huấn luyện viên không được phép tham dự vào các hoạt động bán hàng và quảng cáo. Mỗi đội đua có 4 ô tô, trong số đó chỉ được phép sử dụng 2 chiếc trong cuộc đua. Ô tô bao giờ cũng phải chạy bên phải, phía sau các ô tô của ban tổ chức và của bác sĩ và chỉ được phép chạy lên phía trước sau khi có lời yêu cầu qua "Radio Tour".
Quan trọng nhất trong một chặng đua là đích đến. Gần đích đến có flamme rouge đánh dấu kilômét cuối cùng. Nếu có tai nạn xảy ra sau flamme rouge các tay đua trong sự cố sẽ nhận lấy thời gian của nhóm tay đua cùng với họ. Flamme rouge được đưa ra từ năm 1906.
Mỗi chặng đua đều có một thời gian tối thiểu nhất định mà tất cả các tay đua đều phải về đích trước thời gian đó. Việc tuân thủ các quy định được giám sát viên của cuộc đua chạy trên mô tô theo dõi, nếu có vi phạm họ có thể phạt tùy theo mức độ.

## Lịch sử

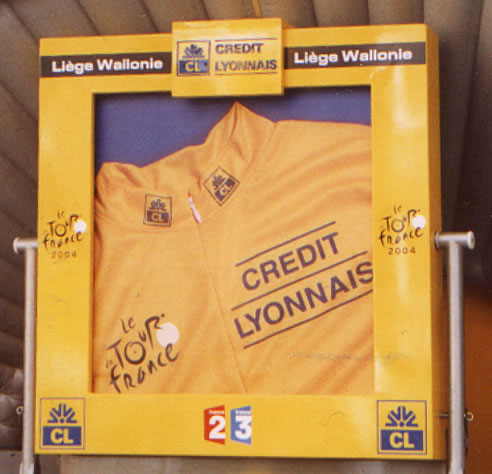
Chiếc áo vàng trên bục chiến thắng

Tour de France được tổ chức lần đầu tiên vào năm 1903 là cuộc đua nhiều chặng thực sự đầu tiên trong lịch sử của bộ môn thể thao xe đạp. Một số cuộc đua xe đạp ví dụ như Bordeaux-Paris (lần đầu tiên vào năm 1891, 577 km) đã có đoạn đua dài. Điểm mới của Tour de France là sáng kiến của nhà báo người Pháp Geo Lefèvre tổ chức nhiều cuộc đua xe đạp trực tiếp liên tục với nhau xuyên qua nước Pháp và cộng các thời gian lại. Lefèvre đã đưa ra đề nghị này trong một buổi ăn trưa với Desgrange trong quán Café de Madrid tại Paris vào ngày 20 tháng 11 năm 1902. Tên của chương trình "Tour de France" là dựa vào tinh thần ái quốc lúc bấy giờ. Ngày 19 tháng 1 năm 1903, nhật báo L'Auto công bố thành lập "giải đua xe đạp lớn nhất chưa bao giờ được tổ chức".
Ngày 1 tháng 7 năm 1903 Tour de France 1903 bắt đầu tại Montgeron ở ngoại ô thành phố Paris. Với 60 vận động viên tham dự, cuộc đua bao gồm 6 chặng với chiều dài tổng cộng là 2.428 km từ Paris qua các thành phố (đồng thời là đích đến của từng chặng) Lyon, Marseille, Toulouse, Bordeaux và Nantes rồi quay về Paris. Giữa các chặng có nhiều ngày nghỉ. Người chiến thắng của cuộc đua đầu tiên là tay đua người Pháp được hâm mộ lúc bấy giờ Maurice Garin với vận tốc trung bình trên 25 km/h. Tiền thưởng cho giải nhất là 3.000 Francs.
Các cuộc đua sau đó lúc đầu mang dấu ấn của một loạt các vụ bê bối mà lên đến đỉnh điểm là việc loại trừ 4 người đứng đầu kết quả chung cuộc trong Tour de France 1904 nửa năm sau khi cuộc đua chấm dứt vì lý do đã sử dụng tàu hỏa không phép. Mặc dầu vậy qua thập niên 1900 Tour de France đã củng cố được vị trí của mình. Khoảng thời gian trước Chiến tranh thế giới thứ nhất sau này được gọi là "Thời kỳ anh hùng" của Tour de France vì trong thời gian đó thường đua các đoạn đường dài hơn 400 km trong một ngày mà nhìn lại từ góc độ của ngày nay, với các trang bị kỹ thuật cơ bản cho các xe đua cũng như với chất lượng của đường đua chỉ còn tìm thấy hiện giờ trong một số đoạn đường ngắn lát đá của cuộc đua xe đạp cổ điển Paris-Roubaix. Các chặng đường đua trên núi cao, lần đầu tiên vào năm 1910 trên núi Pyrenees, phần nhiều là trên các đoạn đường dùng để lùa bò lên núi, đã gắn thêm cho cuộc đua một biệt danh mới: "Tour đau khổ". Tiếp theo một năm sau đó là núi Alpes đựoc đưa vào cuộc đua.
Tổng số các chặng đua được liên tiếp nâng lên thành 11 (1905), 15 (1910), 18 (1925) và cuối cùng là đến 24 chặng (1931). Tổng cộng chiều dài tăng lên cho đến 5.500 km. Các ngày nghỉ mà từ năm 1906 thường xuyên có sau mỗi chặng đua dần được hủy bỏ. Bắt đầu từ thập niên 1950 Tour de France được thi đấu gần giống với hình thức của ngày nay.
Vận tốc đua nhanh nhất với hình thức xuất phát đồng thời đo được ở chặng đua từ Laval tới Blois (194,5 km) năm 1999, với Mario Cipollini giành chiến thắng với vận tốc đạt được lên tới 50,4 km/h. Ở vòng đua tính giờ, Rohan Dennis giữ kỷ lục với vận tốc đo được là 55,446 km/h ở chặng 1 Tour de France năm 2015. Ở hạng mục đồng đội tính giờ, đội Orica GreenEDGE giữ kỷ lục khi hoành thành chặng 5 ở Nice dài 25km năm 2013 với vận tốc 57,8 km/h.
Tour de France bị phủ bóng tối hai lần vì một tay đua tử vong. Ngày 13 tháng 7 năm 1967 ngay trước đỉnh của Mont Ventoux tay đua chuyên nghiệp người Anh Tom Simpson đã ngã tử vong ngay tại chỗ. Nguyên nhân là việc dùng amphetamine làm chất kích thích cộng với rượu để giảm đau. Năm 1955 tay đua chuyên nghiệp trẻ tuổi người Ý Fabio Casartelli đã qua đời vì các thương tích do té ngã lúc xuống dốc Col du Portet d’Aspet (Pyrenees).

## Doping
Trong cuộc đua Tour de France 1998 bộ môn xe đạp đã trải qua một cơn khủng hoảng về độ tin cậy: trong vụ Festina đội đua xe đạp hàng đầu Festina (với các ngôi sao Richard Virenque và Alex Zülle) bị phát hiện là đã sử dụng các chất kích thích rộng rãi và có hệ thống sau khi Willy Voet, giám sát đội đua, vô tình tìm thấy một lượng lớn các chất không được phép sử dụng, nhiều nhất là erythropoietin (EPO). Phát hiện này chỉ ra sự vô ích của các phương pháp kiểm tra doping lúc bấy giờ: không một tay đua nào của Festina có kết quả thử nghiệm dương tính. Sau đó đội tuyển Festina và MTV bị loại khỏi cuộc đua, các đội tuyển từ Tây Ban Nha đã phản đối cuộc điều tra của cơ quan Pháp bằng cách rút lui khỏi cuộc đua. Cuối cùng Marco Pantani đã chiến thắng giải Tour de France 1998, người mà một năm sau đó bị loại ra khỏi Giro d'Italia vì có nồng độ hematocrit quá cao biểu lộ đã dùng chất kích thích.
Vụ Festina chỉ là phần nổi của vấn đề doping đeo đuổi Tour de France từ hàng chục năm nay. Năm 1966, thời điểm lần đầu tiên có kiểm tra doping không báo trước, các tay đua đã biểu tình vào ngày hôm sau. Năm 1967, Tom Simpson đã chết trong lúc đang lên núi Mont Ventoux vì dùng amphetamine. Trong thập niên 1970 và thập niên 1980 mặc dù việc kiểm tra có rất nhiều thiếu sót nhưng nhiều lần một số tay đua đã có kết quả thử nghiệm dương tính, trong số đó có những người chiến thắng giải như Felice Gimondi, Joop Zoetemelk, Pedro Delgado và Laurent Fignon. Nhiều tay đua hàng đầu khác sau khi giải nghệ thừa nhận việc dùng chất kích thích. 
Từ năm 1999 đến 2005, Lance Armstrong là người chiến thắng 7 lần liên tiếp. Vào tháng 8 năm 2005, một tháng sau chiến thắng thứ 7 của Amstrong, L'Équipe đã xuất bản một tài liệu tiết lộ Armstrong đã sử dụng EPO trong cuộc đua năm 1999. Trong cuộc đua năm đó, mẫu thử nước tiểu của Armstrong cho thấy có dấu hiệu của hormone glucocorticosteroid, mặc dù ở dưới ngưỡng cho phép. Amstrong giải thích là do sử dụng kem dưỡng da có thành phần triamcinolone để trị các vết cháy nắng.
Đến tháng 10 năm 2012, bóng ma doping lại bao phủ giải đấu khi Cơ quan Phòng chống Doping Mỹ (USADA) đưa ra một báo cáo cho thấy đội đua Bưu điện Mỹ đã bao che, gian dối một cách có tổ chức trong việc sử dụng Doping, bao gồm Amstrong và những tay đua khác. Các hành vi vi phạm bao gồm sử dụng một các rộng rãi EPO, truyền máu, testosterone và các chất cấm khác. Đến tháng 10 cùng năm,  Liên đoàn Xe đạp Quốc tế (UCI) đã xác nhận báo cáo này, chính thức tước toàn bộ danh hiệu của Lance Amstrong đạt được từ mùng 1 tháng 8 năm 1998, bao gồm cả bẩy chiến thắng liên tiếp và công bố rằng các danh hiệu này sẽ không được chuyển cho các tay đua khác.
Trong một thời gian dài việc lên án về mặt luật pháp cũng như công khai đều không được xem xét. Với cách giải quyết vấn đề doping thường ít nhất quán, Liên đoàn Xe đạp Quốc tế (UCI) đã góp phần ngày càng công khai việc gắn liền bộ môn thể thao đua xe đạp vào việc dùng chất kích thích. Ngày nay môn thể thao xe đạp có một trong những môn có hệ thống kiểm tra doping chặt chẽ nhất trong tất cả các môn thể thao quốc tế. 

## Những người đoạt giải
Thời gian hoàn thành đua của từng tay đua qua tất cả các chặng được ghi lại và cộng tổng để ra thành tích cuối. Người nào cuối cùng về đến Paris với tổng số thời gian ngắn nhất là người chiến thắng cuộc đua. Các tay đua xuất sắc ngày nay chỉ cách nhau vài phút trong khi người cuối cùng thường có khoảng cách từ 3 đến 4 tiếng đồng hồ.
Tay đua người Mỹ Lance Armstrong là người đầu tiên chiến thắng cuộc đua 8 lần, với 7 lần liên tiếp từ 1999 đến 2005.Tuy nhiên sau nhưng bê bối liên quan đến doping, Lance Amstrong bị tước hết mọi danh hiệu, nên kết quả chính thức là Lance không có danh hiệu. Jacques Anquetil (Pháp, 1957 và từ 1961 đến 1964), Eddy Merckx (Bỉ, từ 1969 đến 1972, 1974), Bernard Hinault (Pháp, 1978, 1979, 1981, 1982 và 1985) và Miguel Induráin (Tây Ban Nha, từ 1991 đến 1995) đoạt giải 5 lần. Người đứng trên bục chiến thắng nhiều nhất là Raymond Poulidor với 3 lần về nhì và 5 lần về ba nhưng lại chưa từng đoạt giải nhất
Người chiến thắng giải trẻ tuổi nhất là Henri Cornet, 20 tuổi vào năm 1904 tuy chỉ được công nhận là người đoạt giải sau đó. Người chiến thắng lớn tuổi nhất là Firmin Lambot, đoạt giải Tour trong năm 1922 với 36 tuổi. Greg Lemond giành chiến thắng sít sao nhất trong Tour de France 1989 khi anh chỉ về trước Laurent Fignon 8 giây. Kỷ lục về khoảng cách lâu nhất trong thời kỳ hiện đại của Tour de France (từ 1947) là do Fausto Coppi lập nên năm 1952 khi anh về trước người thứ nhì, Stan Ockers, 28 phút.
Với 36 lần chiến thắng nước Pháp chiếm số lần đoạt giải nhiều nhất, kế đến là Bỉ (18 lần). Tiếp theo đó với một khoảng cách khá xa là Tây Ban Nha (12 lần), Ý (10 lần), UK (6 lần), Luxembourg (5 lần), Thụy Sĩ và Hà Lan (2 lần). Việc Pháp và Bỉ chiếm ưu thế trong thống kê không phản ánh thực tế. Người chiến thắng cuối cùng từ 2 quốc gia này đã đạt giải cách đây gần 20 năm: Bernard Hinault giành chiến thắng thắng lần thứ năm của anh trong năm 1985. Bắt đầu từ thời điểm này một loạt các quốc gia mới đã điền tên mình vào danh sách chiến thắng: nước Mỹ với chiến thắng đầu tiên năm 1989, Ireland lần đầu tiên năm 1987, Đan Mạch năm 1996. Năm 1997 tay đua 23 tuổi Jan Ullrich đã mang lại chiến thắng đầu tiên và cho đến nay là chiến thắng duy nhất về cho nước Đức.

## Các màu áo trong Tour de France
Trong Tour de France, một số áo có màu sắc nổi bật được dùng để đánh dấu các tay đua xuất sắc nhất theo nhiều cách tính điểm. Sau mỗi chặng đều có nghi thức mặc áo cho các tay đua. Mỗi một chiếc áo đều do một nhà tài trợ thiết kế. Các tay đua có trách nhiệm mặc những chiếc áo này. Khi một tay đua đồng thời chiếm nhiều áo thì anh sẽ mặc chiếc áo quan trọng hơn thường theo thứ tự: áo vàng, xanh rồi đến chấm đỏ. Trong trường hợp này chiếc áo đứng thứ tự thấp hơn sẽ được trao cho người đứng thứ hai của bảng xếp hạng. Năm 1969 Eddy Merckx là người duy nhất đã giành được 3 chiếc áo trong cùng một năm.

### Áo vàng
Tay đua có tổng số thời gian ngắn nhất mang chiếc áo vàng (tiếng Pháp: le maillot jaune) nổi tiếng dành cho người đang dẫn đầu bảng tổng sắp. Chiếc áo này được đưa ra năm 1919 để người xem có thể dễ nhận ra người đang dẫn đầu. Người mang chiếc áo này đầu tiên là tay đua người Pháp Eugène Christophe. "Kẻ ăn thịt người", 5 lần chiến thắng Tour de France, tay đua người Bỉ Eddy Merckx, mang chiếc áo này lâu nhất, tổng cộng là trong 111 chặng đua. tay đua duy nhất mang chiếc áo vàng từ chặng đua đầu tiên đến chặng đua cuối cùng là người Luxembourg Nicolas Frantz năm 1928: là người chiến thắng giải năm trước đó anh đã khoác chiếc áo này ngay từ ở chặng đầu tiên và đã không trao lại cho đến chặng cuối cùng.

### Áo xanh
Người chạy nước rút nhanh nhất được danh dự mang chiếc áo xanh (le maillot vert) từ năm 1953. Hạng này được xếp theo một hệ thống chấm điểm, trước nhất là khi về đích của các chặng nhưng các cuộc đua nước rút giữa chặng cũng được đánh giá. Các chặng đua bằng phẳng được tính nhiều hơn các chặng leo núi. Tay đua Đức Erik Zabel đã 6 lần liên tiếp (từ 1996 đến 2001) mang chiếc áo xanh về đến Paris và đang giữ kỷ lục trước Sean Kelly (4 lần trong khoảng thời gian từ 1982 đến 1989).

### Áo chấm đỏ
Phần thưởng cho giải leo núi đã có từ năm 1933 nhưng mãi đến năm 1975 chiếc áo trắng chấm đỏ (le maillot à pois rouges) mới được trao cho giải này. Áo chấm đỏ được trao sau khi leo núi qua 4 thể loại từ thể loại 4 (dễ) đến 1 (khó) và hors categorie (rất khó). Duy nhất chỉ có Richard Virenque (Pháp) là đã chiến thắng 7 lần giải leo núi trong khoảng thời gian từ 1994 cho đến 2004, tiếp theo là Federico Bahamontes (Tây Ban Nha, 1954-1964) và Lucien van Impe (Bỉ, 1971-1983) với 6 lần giành áo.

### Áo trắng
Tay đua chuyên nghiệp trẻ (dưới 25 tuổi trong năm thi đấu) nhanh nhất. Giải này được đưa vào chương trình năm 1975, cách chấm điểm tương tự như cách chấm điểm cho áo vàng.

### Áo xanh lá cây đậm
Đội tuyển nhanh nhất (từ 1930). Thời gian của 3 tay đua nhanh nhất trong mỗi đội được cộng lại sau mỗi chặng đua để xếp thứ tự cho hạng này.

### Số xuất phát màu xanh nước biển
Tay đua "hung hãn" (aggressive) nhất (trước 2004 là màu đỏ) được một ban giám khảo bình chọn sau mỗi chặng.